# 韋斯特菲爾德鎮區 (北卡羅萊納州薩里縣)
韋斯特菲爾德鎮區（英語：Westfield Township）是位於美國北卡羅萊納州薩里縣的一個鎮區。

## 地方資料
韋斯特菲爾德鎮區的面積為70.45平方千米，皆為陸地。根據2020年美國人口普查的數據，當地共有人口2372人，而人口密度為每平方千米33.67人。